# Emery (gruppo musicale)
Gli Emery sono un gruppo musicale post-hardcore punk statunitense, proveniente da Rock Hill (Carolina del Sud).
Nonostante il carattere della band sia fortemente influenzato dalle tematiche religiose, il messaggio della band è rivolto a tutti, infatti i loro concerti non vengono eseguiti soltanto in ambiente cristiani e lo stesso gruppo tende a non collocarsi nell'ambito del christian rock.

## Formazione

### Formazione attuale
- Toby Morrell – voce principale (2001–presente), basso (2006–presente), chitarra (2001-2011, 2013–2014, 2015-presente)
- Devin Shelton – voce (2001-2011, 2013–2014, 2015-presente), basso (2006-2011, 2013–2014, 2015-presente), chitarra (2001-2011, 2013–2014, 2015-presente), batteria (2001)
- Josh Head – voce death, tastiere, sintetizattore (2001–presente)
- Matt Carter – chitarra, cori (2001–presente)
- Dave Powell – batteria, percussioni (2005–presente)

### Ex componenti
- Joey Svendsen – basso (2001)
- Joel "Chopper" Green – basso (2001–2006)
- Seth Studley – batteria, percussioni (2001–2004)

### Turnisti
- Andy Nichols – basso, cori (2011–2013, 2015), batteria (2016)
- Matt MacDonald – basso, cori (2015)
- Jeremy Spring – basso, cori (2014)
- Dane Andersen – batteria, percussioni (2012)
- Andrew Nyte – batteria, percussioni (2013)
- Chris Keene – chitarra, basso (2017–presente)

## Discografia

### Album in studio
- 2004 – The Weak's End
- 2005 – The Question
- 2007 – I'm Only a Man
- 2009 – ...In Shallow Seas We Sail
- 2011 – We Do What We Want
- 2014 – You Were Never Alone
- 2018 – Eve
- 2020 – White Line Fever

### Split
- 2019 – 15 Year Anniversary Split (con gli Hawthorne Heights)

### Album dal vivo
- 2016 – Live in Houston

### Raccolte
- 2010 – Are You Listening?
- 2011 – Ten Years

### EP
- 2002 – The Columbus EEP Thee
- 2005 – The Question Pre-sale Exclusive
- 2008 – While Broken Hearts Prevail
- 2015 – We Wish You Emery Christmas
- 2019 – Dead End
- 2019 – Now What?
- 2019 – Cocoa & Christmas
- 2020 – Palmetto

### Apparizioni in compilation
- 2005 – Punk Goes 80's